# Guggenheim (US-amerikanische Familie)
Die Familie Guggenheim ist eine amerikanische Industriellenfamilie, die aus dem schweizerischen Lengnau stammt und zeitweise den weltweiten Markt für Kupfer, Silber und Blei beherrschte. Der Name ist vom elsässischen Dorf Gougenheim abgeleitet.

## Familiengeschichte
Die amerikanische Linie der Guggenheims geht auf Simon Guggenheim (1792–1869) zurück, der aus Lengnau im schweizerischen Kanton Aargau kam. Lengnau und der Nachbarort Endingen waren die einzigen Orte, in denen sich Juden im 18. und 19. Jahrhundert in der Schweiz niederlassen durften. 1847 wanderte er mit seiner zweiten Ehefrau und seinen Kindern in die USA aus. Mit seinem einzigen Sohn Meyer Guggenheim baute er in Philadelphia ein Handelsunternehmen auf. Eine Silbermine, die Meyer Guggenheim 1881 erwarb, legte den Grundstein zu einem mächtigen Bergbaukonzern, der zeitweise bis zu 80 % der weltweiten Produktion von Kupfer, Silber und Blei beherrschte.

## Mitglieder der Familie

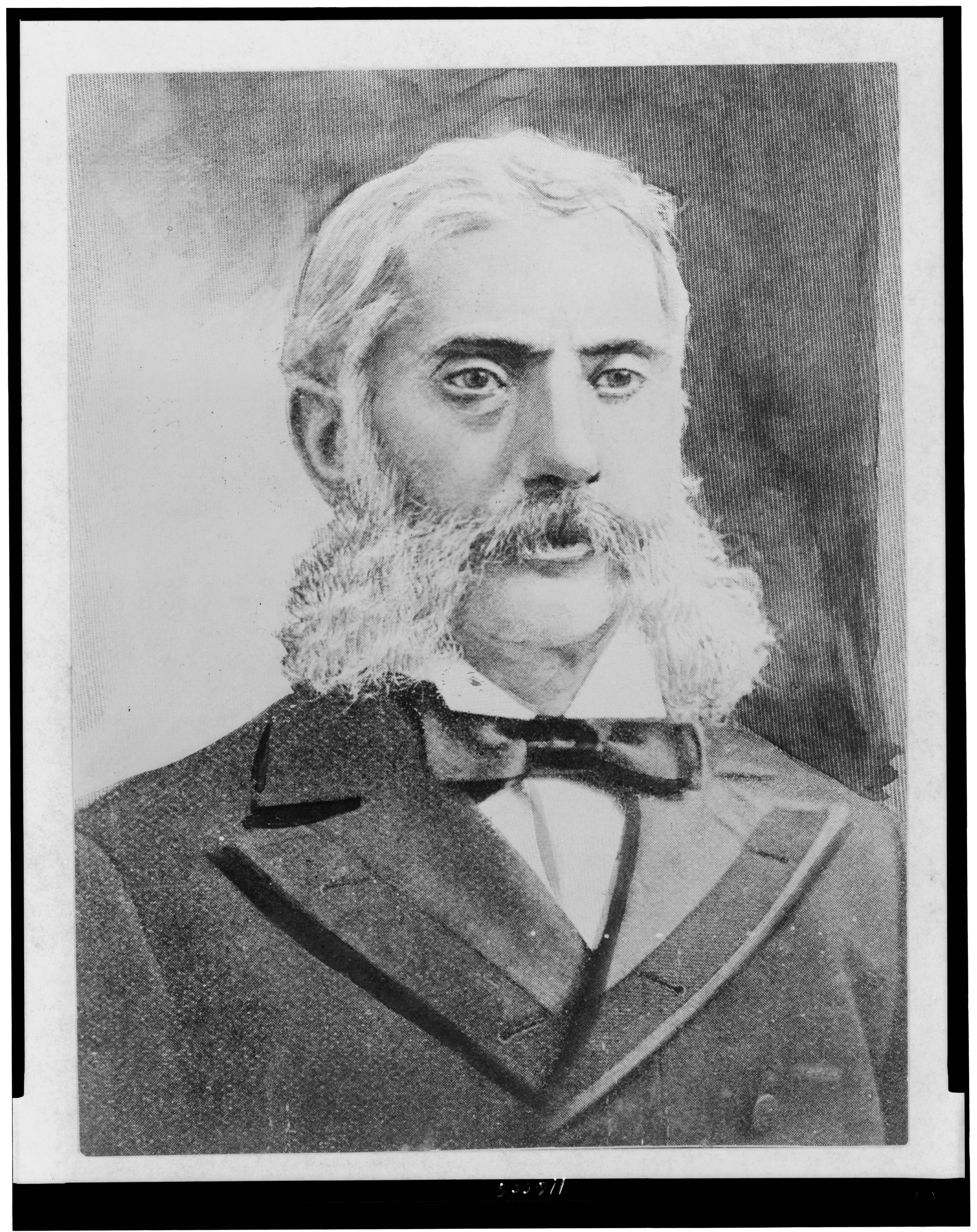
Meyer Guggenheim (1828–1905)

- Meyer Guggenheim (1828–1905) ⚭ Barbara Myers (1834–1900)
  - Isaac Guggenheim (1854–1922) ⚭ Carrie Sonneborn (* 1859)
    - Beulah V. Guggenheim (1877–1960)
    - Edith B. Guggenheim (1880–1960)
    - Helene Guggenheim (1886–1962) ⚭ Edmund L. Haas

  - Daniel Guggenheim (1856–1930) ⚭ Florence Schloss (* 1863)
    - Meyer Robert Guggenheim (1885–1959), Diplomat, Botschafter in Portugal
    - Harry Frank Guggenheim (1890–1971), Diplomat, Mitbegründer der Zeitung Newsday
    - Gladys Eleanor Guggenheim (1895–1980) ⚭ Roger William Strauss (1891–?)

  - Murray Guggenheim (1858–1939) ⚭ Leonie Bernheim (1865–1959)
    - Edmond A. Guggenheim (1888–1972) ⚭ Marion Price (1888–?)
    - Lucille Guggenheim (1894–1972)

  - Solomon R. Guggenheim (1861–1949), Industrieller, Gründer der Solomon R. Guggenheim Foundation ⚭ Irene M. Rothschild (* 1868)
    - Eleanor May Guggenheim (* 1896)
    - Gertrude R. Guggenheim (1898–1966)
    - Barbara Josephine Guggenheim (* 1904)

  - Benjamin Guggenheim (1865–1912), Industrieller ⚭ Florette Seligman (1870–1937)
    - Benita Rosalind Guggenheim (1895–1927)
    - Marguerite 'Peggy' Guggenheim (1898–1979), Kunstmäzenin, Sammlerin und Galeristin
    - Barbara Hazel Guggenheim (1903–1995)

  - Robert G. Guggenheim (1867–1876), Zwillingsbruder von Simon, starb als Kind
  - Simon Guggenheim (1867–1941), Geschäftsmann und US-Senator, Gründer der John Simon Guggenheim Memorial Foundation ⚭ Olga Hirsch (* 1877)
    - John Simon Guggenheim (1905–1922)
    - George Guggenheim (* 1907)

  - William B. Guggenheim (1868–1941)
  - Rose Guggenheim (1871–1945) ⚭ Albert Loeb
    - Harold A. Loeb (* 1891)
    - Edwin M. Loeb (* 1894)
    - Willard E. Loeb (* 1896)

  - Cora Guggenheim (1873–1956) ⚭ Louis F. Rothschild (* 1869)
    - Louis F. Rothschild, Jr. (1900–1902)
    - Muriel B. Rothschild (* 1903)
    - Gwendolyn F. Rothschild Guggenheim (* 1906) ⚭ Charles Demeuron (* 1902)
      - Alexander Guggenheim (* 1941) ⚭ Celine Louise van der Brink (* 1948)[2]
        - Cédric Guggenheim (* 1981)[3]